# Liste der Bodendenkmäler in Eitting
Auf dieser Seite sind die Bodendenkmäler in der oberbayerischen Gemeinde Eitting zusammengestellt. Diese Tabelle ist eine Teilliste der Liste der Bodendenkmäler in Bayern. Grundlage ist die Bayerische Denkmalliste, die auf Basis des Bayerischen Denkmalschutzgesetzes vom 1. Oktober 1973 erstmals erstellt wurde und seither durch das Bayerische Landesamt für Denkmalpflege geführt wird. Die folgenden Angaben ersetzen nicht die rechtsverbindliche Auskunft der Denkmalschutzbehörde.

## Bodendenkmäler in Eitting
| Lage       | Objekt                                                                                                | Akten-Nr.     | Bild |
| ---------- | --- | ------------- | ---- |
| (Standort) | Straße der römischen Kaiserzeit.                                                                      | D-1-7537-0002 |      |
| (Standort) | Siedlung vor- und frühgeschichtlicher Zeitstellung.                                                   | D-1-7537-0007 |      |
| (Standort) | Siedlung vor- und frühgeschichtlicher Zeitstellung.                                                   | D-1-7537-0009 |      |
| (Standort) | Siedlung vor- und frühgeschichtlicher Zeitstellung.                                                   | D-1-7537-0011 |      |
| (Standort) | Siedlung vor- und frühgeschichtlicher Zeitstellung.                                                   | D-1-7537-0012 |      |
| (Standort) | Siedlung vor- und frühgeschichtlicher Zeitstellung.                                                   | D-1-7537-0013 |      |
| (Standort) | Siedlung vor- und frühgeschichtlicher Zeitstellung.                                                   | D-1-7537-0014 |      |
| (Standort) | Siedlung vor- und frühgeschichtlicher Zeitstellung.                                                   | D-1-7537-0075 |      |
| (Standort) | Verebnetes Grabenwerk mit Doppelgraben vor- und frühgeschichtlicher Zeitstellung.                     | D-1-7537-0077 |      |
| (Standort) | Untertägige mittelalterliche und frühneuzeitliche Befunde im Bereich der Kath. Filialkirche           | D-1-7537-0303 |      |
| (Standort) | Siedlung vor- und frühgeschichtlicher Zeitstellung.                                                   | D-1-7636-0020 |      |
| (Standort) | Siedlung der römischen Kaiserzeit.                                                                    | D-1-7637-0015 |      |
| (Standort) | Siedlung vor- und frühgeschichtlicher Zeitstellung.                                                   | D-1-7637-0016 |      |
| (Standort) | Siedlung vor- und frühgeschichtlicher Zeitstellung, u. a. des Neolithikums                            | D-1-7637-0017 |      |
| (Standort) | Siedlung vor- und frühgeschichtlicher Zeitstellung, u. a. des Jungneolithikums.                       | D-1-7637-0018 |      |
| (Standort) | Siedlung vor- und frühgeschichtlicher Zeitstellung, u. a. der römischen Kaiserzeit                    | D-1-7637-0020 |      |
| (Standort) | Siedlung vor- und frühgeschichtlicher Zeitstellung.                                                   | D-1-7637-0023 |      |
| (Standort) | Siedlung vorgeschichtlicher Zeitstellung, u. a. der Latènezeit.                                       | D-1-7637-0024 |      |
| (Standort) | Verebnetes Grabenwerk mit Doppelgraben sowie Siedlung vor- und frühgeschichtlicher Zeit               | D-1-7637-0025 |      |
| (Standort) | Siedlung der Urnenfelderzeit, der Hallstattzeit sowie der mittleren und späten Latènezeit.            | D-1-7637-0026 |      |
| (Standort) | Siedlung vor- und frühgeschichtlicher Zeitstellung.                                                   | D-1-7637-0028 |      |
| (Standort) | Siedlung vor- und frühgeschichtlicher Zeitstellung.                                                   | D-1-7637-0029 |      |
| (Standort) | Verebnete Grabhügel vorgeschichtlicher Zeitstellung sowie Siedlung vorgeschichtlicher Zeit            | D-1-7637-0030 |      |
| (Standort) | Verebnetes Grabenwerk mit Doppelgräben sowie Siedlung vor- und frühgeschichtlicher Zeit               | D-1-7637-0033 |      |
| (Standort) | Verebnete Grabhügel vorgeschichtlicher Zeitstellung.                                                  | D-1-7637-0248 |      |
| (Standort) | Siedlung und Grabenwerk vor- und frühgeschichtlicher Zeitstellung.                                    | D-1-7637-0249 |      |
| (Standort) | Siedlung vor- und frühgeschichtlicher Zeitstellung.                                                   | D-1-7637-0252 |      |
| (Standort) | Verebneter Grabhügel vorgeschichtlicher Zeitstellung.                                                 | D-1-7637-0253 |      |
| (Standort) | Siedlung vor- und frühgeschichtlicher Zeitstellung.                                                   | D-1-7637-0307 |      |
| (Standort) | Siedlung vor- und frühgeschichtlicher Zeitstellung.                                                   | D-1-7637-0385 |      |
| (Standort) | Untertägige mittelalterliche und frühneuzeitliche Befunde im Bereich der Kath. Filialkirche           | D-1-7637-0387 |      |
| (Standort) | Untertägige mittelalterliche und frühneuzeitliche Befunde im Bereich der Kath. Pfarrkirche            | D-1-7637-0388 |      |
| (Standort) | Siedlung vor- und frühgeschichtlicher Zeitstellung, u. a. der Latènezeit und der römischen Kaiserzeit | D-1-7637-0512 |      |
| (Standort) | Siedlung des frühen- und hohen Mittelalters sowie der frühen Neuzeit.                                 | D-1-7637-0534 |      |